# Dunaszekcső
Dunaszekcső es un pueblo ubicado en el distrito de Mohács, en el condado de Baranya, Hungría.

## Superficie
Posee una superficie de 36,75 kilómetros cuadrados.

## Demografía
Hasta 2019 la población era de 1796 habitantes, con una densidad de población de 48,87 habitantes por kilómetro cuadrado.